# Хуанхуи (город)
Хуанхуи́ (исп. Juanjuí) — город в Перу, столица провинции Марискаль Касерес департамента Сан-Мартин. Город расположен в долине реки Уальяга. Население 38427 по переписи 2005 года.

## Экономика
Важную роль в экономике города играет торговля, сельское хозяйство и туризм. В районе города выращиваются такие культуры как какао, цитрусовые, папайя, хлопок, маниока и бананы. Поставки сельхозпродукции осуществляются на местные рынки, а также в другие города на севере Перу. Качество выращиваемого какао считается одним из лучших в мире, местные какао-бобы поставляются в Голландию и Швейцарию.